# Дарский, Дмитрий Сергеевич
Дмитрий Сергеевич Дарский (29 сентября (11 октября) 1883, Тула, — 19 декабря 1957, Клин) — русский советский писатель, прозаик и учёный-библиограф, общественный деятель, педагог, критик, эссеист, религиозный философ, литературовед. Дядя советского этнографа С.А. Токарева.

## Биография
Родился в семье священника. Обучался сперва на историческом факультете Московского университета, затем перевёлся в Петербургский университет, который окончил в 1908 году.
До 1915 г. работал учителем русской литературы и истории в школах Москвы и Тулы. Тогда же начал плодотворную литературоведческую работу. В 1913 году в «Московской художественной печатне» была опубликована его первая книга «Чудесные вымыслы», посвящённая творчеству Ф. И. Тютчева. В 1915 году опубликовал исследование, посвящённое «Маленьким трагедиям» А. С. Пушкина, в 1916 г. — работа «Радость земли» о лирике А. А. Фета.
После Февральской революции в апреле 1917 года Д. Дарский — редактор-издатель прогрессивной беспартийной ежедневной газеты «Свободная мысль» (Тула).
8 апреля 1919 г. Д. С. Дарский поступил на работу в тульскую Центральную публичную библиотеку, был помощником заведующего библиотекой, заведующим государственным книгохранилищем и учёным библиографом. В мае 1919 г. состоялось открытие Тульской центральной публичной библиотеки получившей имя В. Ил. Ленина. Работая в библиотеке, являясь членом коллегии библиотечного отдела Губернского отдела народного образования, Д. Дарский сделал много для спасения книг из частных собраний и библиотек. Заслуга Д. Дарского и в том, что в самый момент начала советского библиотечного строительства он понимал, что необходимо не только спасать старые коллекции, но и открывать новые библиотеки, в Тульской губернии создать сеть библиотек. Д. Дарский организовал работу по аннотированию книг в научно-библиографическом отделе, составил коллективный абонемент для кружка Политпросвета.
В ноябре 1920 года в центральной библиотеке под его руководством была организована большая выставка ко Дню памяти Л. Н. Толстого. Не прекращал он заниматься и литературоведческой деятельностью. К этому времени относятся его публикации в московских журналах и газетах, посвящённые творчеству А. С. Пушкина. В 1922 году, став членом Общества любителей российской словесности, Дарский переезжает в Москву, где до 1929 года трудится в Государственной академии художественных наук.
Д. С. Дарский был участником Первого Всесоюзного библиотечного съезда (1924 г.).
Позже был репрессирован и до 1934 года находился в ссылке. После возвращения работал в Государственном литературном музее под руководством В. Д. Бонч-Бруевича. В 1940 году, несмотря на поддержку Бонч-Бруевича, в очередной раз был уволен.
В последующем, Д. Дарский был заведующим библиотекой Богословского института при Московской патриархии. С 1954 года проживал в Доме инвалидов в Клину, где он и скончался 19 декабря 1957 года.
Неизданные рукописи Д.С. Дарского пытался издать в конце своей жизни его племянник, этнограф С.А. Токарев.

## Творческая деятельность
Д. С. Дарский — автор многочисленных работ о творчестве Ф. М. Достоевского, И. С. Тургенева, А. П. Чехова, А. С. Пушкина, среди которых были и значительные, так и остались неопубликованными и хранятся в ЦГАЛИ.
Д. С. Дарский — критик философско-метафизического направления. Литературная энциклопедия даёт следующую характеристику его работ:
Работы его красочны и образны по форме; они стремятся скорее сами воздействовать подобно поэзии, чем быть наукообразными, приближаясь в этом отношении к работам Айхенвальда. Одной из основных задач, определяющих его работы, является рассмотрение творчества великих поэтов с точки зрения развития у них высших форм сознания, «вновь образующихся духовных свойств» («космического сознания»).

## Избранная библиография
- Чудесные вымыслы, О космическом сознании в лирике Тютчева, М., Изд-во. Панафидиной, 1913;
- Маленькие трагедии Пушкина, М., Моск. худож. печатня, 1915.- 72 с[3].;
- Радость земли, Исследование лирики Фета, М., Изд-во К. Ф. Некрасова, 1916.- 208 с.
- Чудесные вымыслы". О космическом сознании в лирике Тютчева.- М.: 1913.- 136 с.
- Достоевский — мыслитель // Творческий путь Достоевского: Сб. ст.- Л., 1924.- С.197-215.
- Заметки библиофила // Книжные новости. — 1936.- № 11, 21.

В течение многих лет литературная, общественная, журналистская, библиотечная деятельность Дмитрия Сергеевича Дарского были преданы забвению. И только в начале 1990-х годов о нём появились сразу несколько публикаций: большая статья во 2-м томе биографического словаря «Русские писатели. 1800—1917» (М., 1992), целая серия статей в тульской прессе. Дарскому была посвящена литературная гостиная Дома-музея В. В. Вересаева, состоявшаяся в мае 1993 года.